# Olimpiodoro de Tebas
Olimpiodoro de Tebas (em grego: ; c. 380, fl. ca. 412–425) foi um escritor da educação clássica, "poeta por profissão" em suas palavras nascido em Tebas, no Egito romano. Por volta de 412, foi enviado numa missão aos hunos no Mar Negro pelo imperador Honório. Depois, passou a viver na corte de Teodósio II, a quem dedicou sua "História". O relato desta missão diplomática sobreviveu num fragmento entre outros 46 na epítome do patriarca Fócio, que considerava Olimpiodoro um "pagão", sem dúvida por causa de sua educação clássica:
| “ | Donato e os hunos e a habilidade com que seus reis atiravam com o arco. O autor relata ter sido enviado numa missão entre eles e Donato e fornece um trágico registro de suas andanças e perigos pelo mar. Como Donato, tendo sido enganado por um juramento, foi ilegalmente executado. Como Caratão, o primeiro dos reis, furioso com o assassinato, foi apaziguado por presentes do imperador. | ” |
|   | — Fócio, Biblioteca. |   |

Olimpiodoro foi o autor de uma história, em 22 volumes, do Império Romano do Ocidente entre 407 e 425 que foi utilizada por Zósimo, Sozomeno e, provavelmente, Filostórgio, como J.F. Matthews demonstrou. O original se perdeu, mas um resumo foi preservado na obra de Fócio. Pelos fragmentos restantes, pode-se inferir que Olimpiodoro esteve em Atenas, viajou por regiões remotas do Alto Egito, onde viviam os selvagens blêmios e visitou Roma no fim da vida.

## Atribuição
- Este artigo incorpora texto  do artigo «Olympiodorus» (em inglês) da Encyclopædia Britannica (11.ª edição), publicação em domínio público.